# Gnomulus sinensis
Espèce
Gnomulus sinensis est une espèce d'opilions laniatores de la famille des Sandokanidae.

## Distribution
Cette espèce est endémique du Sichuan en Chine. Elle se rencontre dans la ville-district d'Emeishan et le xian de Baoxing.

## Description
Le mâle holotype mesure 4,32 mm.
Le mâle décrit par Schwendinger et Martens en 2006 mesure 4,49 mm et la femelle 4,63 mm.

## Systématique et taxinomie
Cette espèce a été décrite par Schwendinger et Martens en 2002.

## Étymologie
Son nom d'espèce, composé de sin[a] et du suffixe latin -ensis, « qui vit dans, qui habite », lui a été donné en référence au lieu de sa découverte, la Chine.

## Publication originale
- Schwendinger & Martens, 2002 : « A taxonomic revision of the family Oncopodidae III. Further new species of Gnomulus Thorell (Opiliones, Laniatores). » Revue Suisse de Zoologie, vol. 109, no 1, p. 47–113 (texte intégral).